# آفرودیتا
آفرودیتا (نام علمی: Aphrodita)، سرده‌ای از کرم‌های پرتاران دریایی است که در دریای مدیترانه و شرق و غرب اقیانوس اطلس یافت می‌شود.
چندین عضو از این جنس به عنوان «موش دریایی» شناخته می‌شوند.

## لغت‌شناسی
نام این جنس از آفرودیته، الهه عشق یونان باستان گرفته شده است که گفته می‌شود به دلیل شباهت ظاهری با دستگاه تناسلی زنانه انسان است. نام انگلیسی ممکن است از شباهت به موش خانگی در هنگام شستشو در ساحل گرفته شود.

## شرح
بدن موش دریایی در حصیری متراکم از پاراپودیا (Parapodium) و مژکچه‌ها پوشیده شده است. بزرگسالان به‌طور کلی در محدوده اندازه ۷٫۵ تا ۱۵ سانتی‌متر قرار دارند، اما برخی از آنها تا ۳۰ سانتی‌متر رشد می‌کنند. موش دریایی دارای دو جفت زائده شبه‌حسگر نزدیک دهان است و چشم ندارد. حرکت توسط چندین ضمایم مویچه‌ای کوچک و پارو مانند انجام می‌شود. آنها نرماده هستند به این معنی که دارای اندام‌های باروری عملکردی از هر دو جنس هستند. تخمک‌های یک فرد توسط اسپرم دیگری بارور می‌شود.

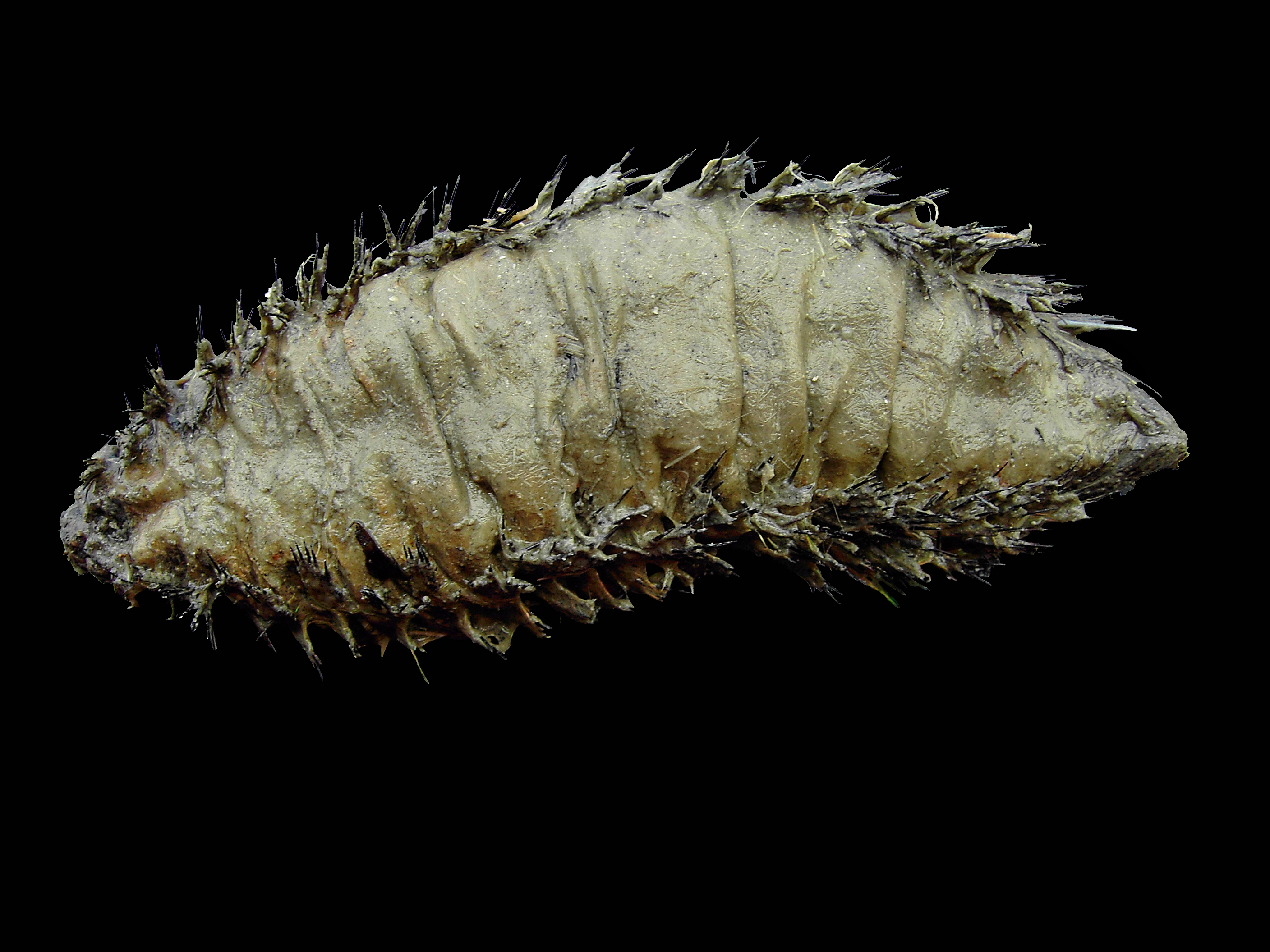
نمای پشتی، از آب برداشته شده است.

## رنگ‌آمیزی ساختاری
خارها یا مژکچه‌ها در پشت فلسی موش دریا یک ویژگی منحصر به فرد است. به‌طور معمول اینها دارای درخشندگی قرمز عمیق هستند و به شکارچیان هشدار می‌دهد، اما هنگامی که نور عمود بر آنها می‌تابد رنگ سبز و آبی را در بر می‌گیرد، «نمونه‌ای قابل توجه از مهندسی فوتونیک توسط یک موجود زنده». این رنگ‌آمیزی ساختاری یک سازوکار دفاعی است و یک سیگنال هشدار دهنده به شکارچیان احتمالی می‌دهد. این اثر توسط بسیاری از استوانه‌های شش ضلعی در داخل خارها ایجاد می‌شود که «بسیار کارآمدتر از فیبرهای نوری ساخته دست بشر عمل می‌کند».

## تغذیه
آفرودیتا معمولاً مردارخوار هستند. با این حال، آفرودیتا گزنده (Aphrodita aculeata) یک شکارچی فعال است، که در درجه اول از خرچنگ‌های کوچک، خرچنگ‌های گوشه‌گیر و دیگر کرم‌های پرتاران مانند (Pectinaria) تغذیه می‌کند.

## گونه‌ها
گونه‌های شناخته شده توسط ثبت جهانی گونه‌های دریایی:
- Aphrodita abyssalis Kirkegaard, 1996
- Aphrodita aculeata Linnaeus, 1758
- Aphrodita acuminata Ehlers, 1887
- Aphrodita alta Kinberg, 1856
- Aphrodita annulata Pennant, 1777
- Aphrodita aphroditoides (McIntosh, 1885)
- Aphrodita armifera Moore, 1910
- Aphrodita audouini Castelnau, 1842<'small>
- Aphrodita australis Baird, 1865
- Aphrodita bamarookis Hutchings & McRae, 1993
- Aphrodita bisetosa Rozbaczylo & Canahuire, 2000
- Aphrodita brevitentaculata Essenberg, 1917
- Aphrodita californica Essenberg, 1917
- Aphrodita clavigera Freminville, 1812
- Aphrodita daiyumaruae Imajima, 2005
- Aphrodita decipiens (Horst, 1916)
- Aphrodita defendens Chamberlin, 1919
- Aphrodita diplops Fauchald, 1977
- Aphrodita echidna Quatrefages, 1866
- Aphrodita elliptica
- Aphrodita falcifera Hartman, 1939
- Aphrodita goolmarris Hutchings & McRae, 1993
- Aphrodita hoptakero Otto in Audouin & Milne Edwards, 1832
- Aphrodita japonica Marenzeller, 1879
- Aphrodita kulmaris Hutchings & McRae, 1993
- Aphrodita limosa (Horst, 1916)
- Aphrodita longicornis Kinberg, 1855
- Aphrodita longipalpa Essenberg, 1917
- Aphrodita macroculata Imajima, 2001
- Aphrodita magellanica Malard, 1891
- Aphrodita malayana (Horst, 1916)
- Aphrodita malkaris Hutchings & McRae, 1993
- Aphrodita maorica Benham, 1900
- Aphrodita marombis Hutchings & McRae, 1993
- Aphrodita mexicana Kudenov, 1975
- Aphrodita modesta Quatrefages, 1866
- Aphrodita negligens Moore, 1905
- Aphrodita nipponensis Imajima, 2003
- Aphrodita obtecta Ehlers, 1887
- Aphrodita parva Moore, 1905
- Aphrodita perarmata Roule, 1898
- Aphrodita refulgida Moore, 1910
- Aphrodita rossi Knox & Cameron, 1998
- Aphrodita roulei Horst, 1917
- Aphrodita scolopendra Bruguière, 1789
- Aphrodita sericea Castelnau, 1842
- Aphrodita sibogae (Horst, 1916)
- Aphrodita sondaica Grube, 1875
- Aphrodita sonorae Kudenov, 1975
- Aphrodita talpa Quatrefages, 1866
- Aphrodita terraereginae Haswell, 1883
- Aphrodita tosaensis Imajima, 2001
- Aphrodita watasei Izuka, 1912